# Francesc Sanjuan Montserrat
Francesc Sanjuan Montserrat (Reus, 6 de maig de 1919 - 1 de juliol de 1978) va ser un periodista esportiu català.
En la postguerra va treballar en una sucursal bancària de Reus però va dedicar-se també professionalment al periodisme esportiu, especialment el futbol. Des del 1952 portava la secció esportiva del Semanario Reus i va ser director de la revista Reus Deportivo, portaveu del Club de Futbol Reus Deportiu durant els anys 1950-1964. Va ser corresponsal a Reus del Diario Español, on, a més de temes d'esports publicava notes d'actualitat. Les seves cròniques les feia arribar a La Vanguardia, periòdic del que en va ser corresponsal des del 1965 fins a la seva mort. Durant 28 anys també va ser el corresponsal al Camp de Tarragona de El Mundo Deportivo, on signava Sanjuan.
També va entrar al món de la ràdio, i tant Ràdio Reus (ara incorporada a la SER) com Ràdio Popular de Reus (ara incorporada a la COPE) el van tenir com a col·laborador. Es aquesta última emissora, posava en antena uns programes setmanals anomenats "Reus anys 20" on explicava relats i cròniques del Reus de la seva joventut. Va ser durant vint-i-cinc anys secretari del Club de Futbol del Reus Deportiu i va ser sotsdirector del Semanario Reus.